# Vincent Scotto
Pour les articles homonymes, voir Scotto.
Vincent Scotto, né le 21 avril 1874 à Marseille et mort le 15 novembre 1952 à Paris, est un compositeur français.

## Biographie
Vincent Baptiste Scotto de son nom complet, est le dernier-né de Pasquale Scotto d'Aniello et d'Antonia Intartaglia, originaires de l'île de Procida située au nord du golfe de Naples.
Il apprend la guitare à l'âge de sept ans, puis étudie la musique dans une institution religieuse.

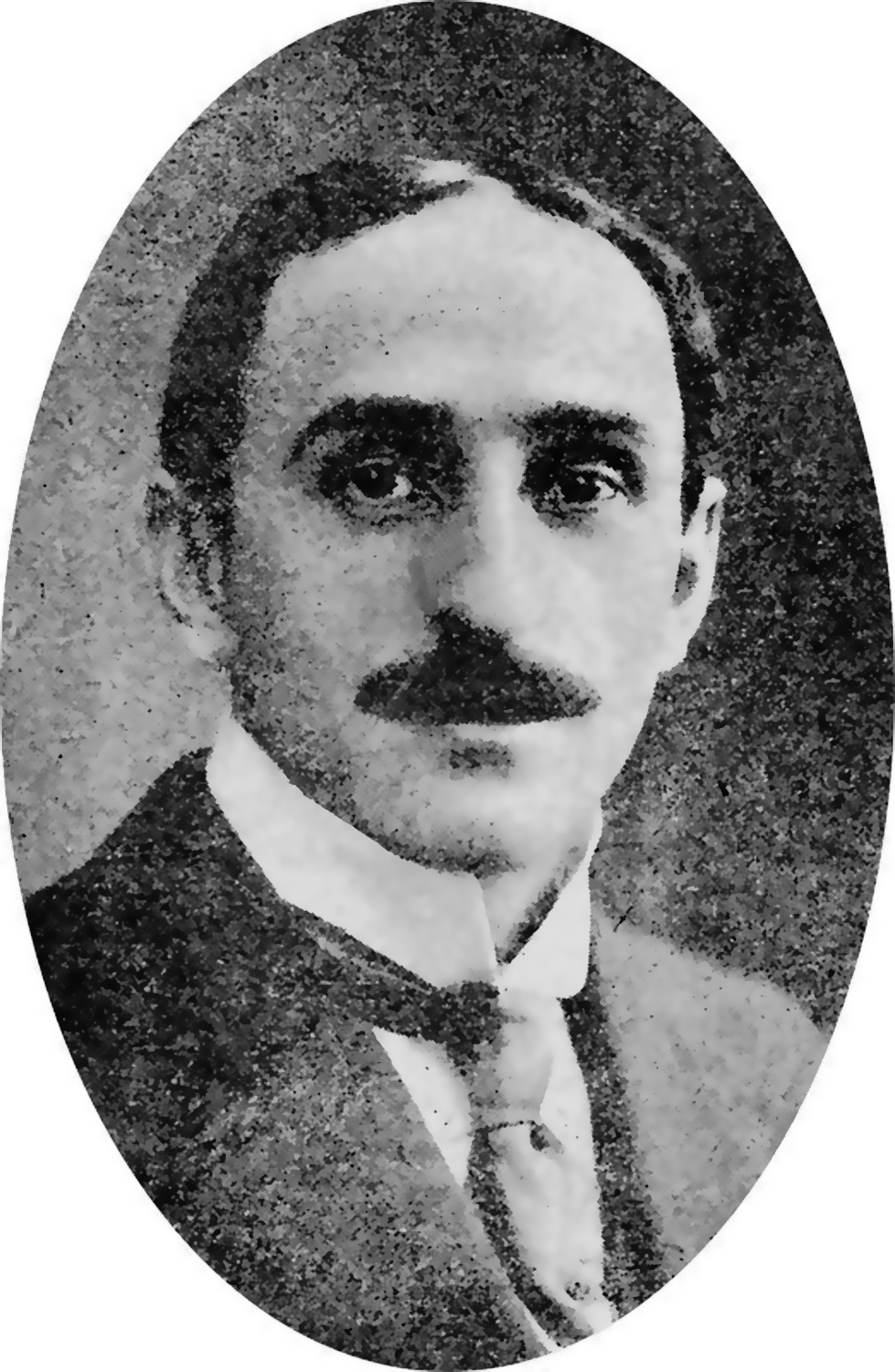
Vincent Scotto en début de carrière.

Après avoir animé les noces et banquets de la région marseillaise en accompagnant les chanteurs à la guitare, il commence une carrière solo à Marseille en 1906.
L'une de ses toutes premières compositions est adaptée par Henri Christiné pour devenir un succès du chanteur Polin : La Petite Tonkinoise. Fort de cette réputation, il s'installe à Paris dans le faubourg Saint-Martin. C'est le début d'une production abondante, comme J'ai deux amours, Prosper (Yop la boum), Le Trompette en bois, Marinella (Émile Audiffred et Géo Koger) créées par Tino Rossi, Le Plus Beau Tango du monde créée par Alibert ou Sous les ponts de Paris (Jean Rodor) créée par Georgel.
Vincent Scotto est le compositeur de quatre mille chansons, et de soixante opérettes, jouées, produites ou écrites entre autres par Christiné, Léo Lelièvre, Maurice Chalhoub (Maurice Mareil), Jean Rodor, Géo Koger, Émile Audiffred, René Sarvil, et interprétées par Alibert (son gendre), Paulette Merval, Marcel Merkès, Joséphine Baker, Jaime Plana, Tino Rossi, Maurice Chevalier, Reda Caire… Nombre de ses chansons ont été des succès internationaux, en Europe et aux États-Unis.
La série de ses « opérettes marseillaises » sur des livrets de René Sarvil et Alibert (notamment Un de la Canebière), a beaucoup fait pour répandre à Paris, sinon dans le monde entier, une certaine image de Marseille et des méridionaux, parfois caricaturale.
Sa popularité actuelle est aussi due aux nombreuses musiques qu'il a composées pour le cinéma. On dénombre plus de deux cents films à son actif, dont ceux de son ami Marcel Pagnol. Ce dernier lui confia également le rôle-titre dans Jofroi en 1933. Marcel Pagnol lui écrivit cet hommage :

« Mon cher Vincent, quand tu partiras, tu laisseras cent ou deux cents chansons, des sentiments à toi, des idées à toi, qui feront encore du bien à des gens qui ne sont pas nés. »

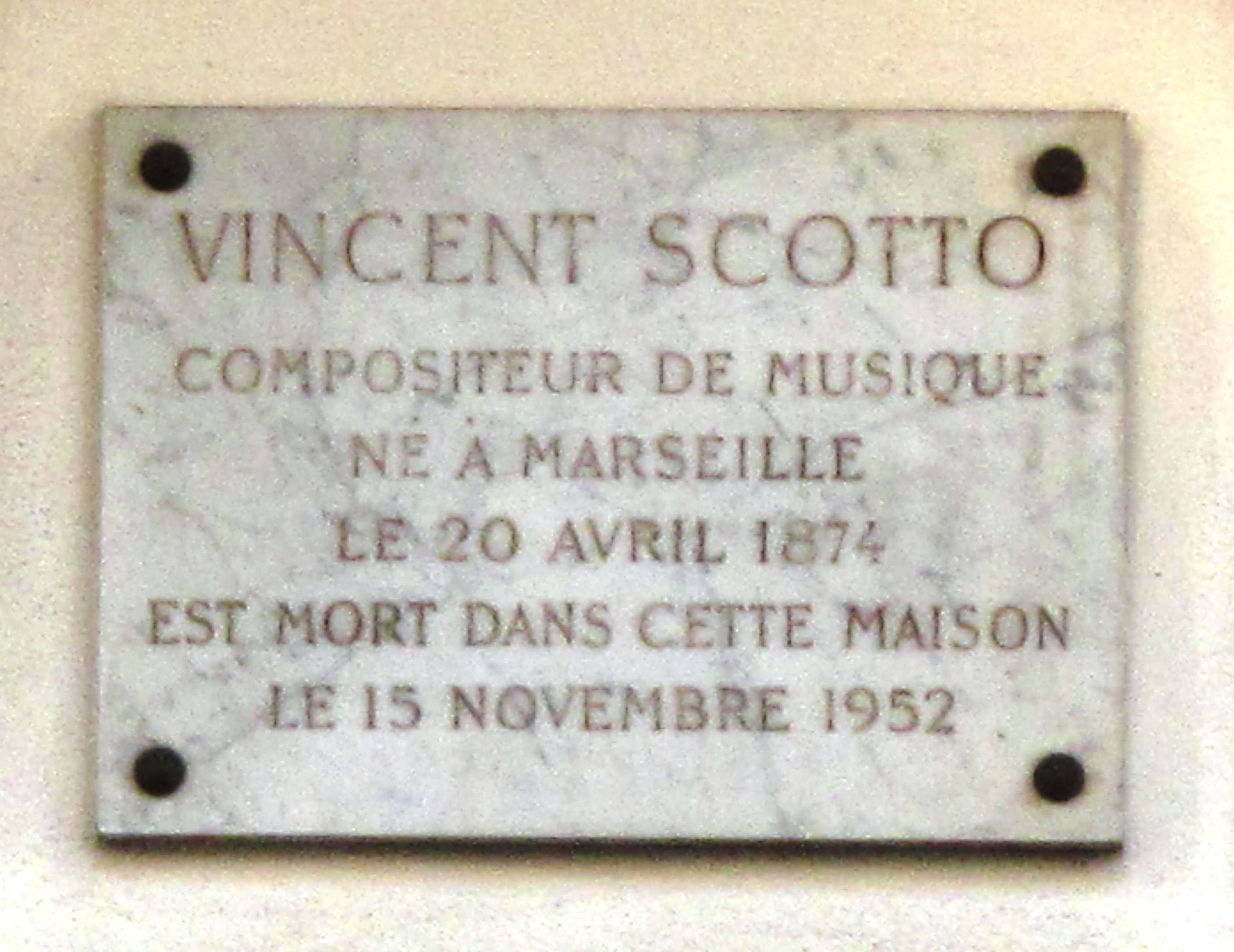
Plaque commémorative au 11, rue du Faubourg-Saint-Martin (Paris).

Vincent Scotto meurt à Paris à son domicile au 11, rue du Faubourg-Saint-Martin dans le 10e arrondissement de Paris, à l'âge de 78 ans, un an avant la création de son dernier ouvrage, Les Amants de Venise, au théâtre Mogador. Il repose au cimetière Saint-Pierre de Marseille.
« Tout naturellement, écrivit Pagnol, ses réussites cent fois répétées avaient excité l’envie et la jalousie de compositeurs moins heureux, et l’on disait couramment qu’il faisait faire ses chansons par des « nègres ». Ce qui est regrettable, c’est que, depuis la mort du cher petit Vincent, aucun de ces nègres ne s’est manifesté en nous donnant une seule chanson comparable aux Ponts de Paris, ou à Venise provençale, ou à J’ai deux amours. Nous sommes donc forcés d’en conclure que ses nègres sont morts avec lui, le même jour, et à la même heure. ».
Son épouse Marguerite Monier, née en 1879, est morte en 1962.
Depuis 1948, un Prix Vincent-Scotto est décerné annuellement par la SACEM pour récompenser la meilleure chanson populaire qui s'est révélée dans l'année.
L'un de ses cousins, Serge Scotto, adapte en bandes dessinées depuis 2016 les œuvres de Marcel Pagnol.

## Opérettes et revues

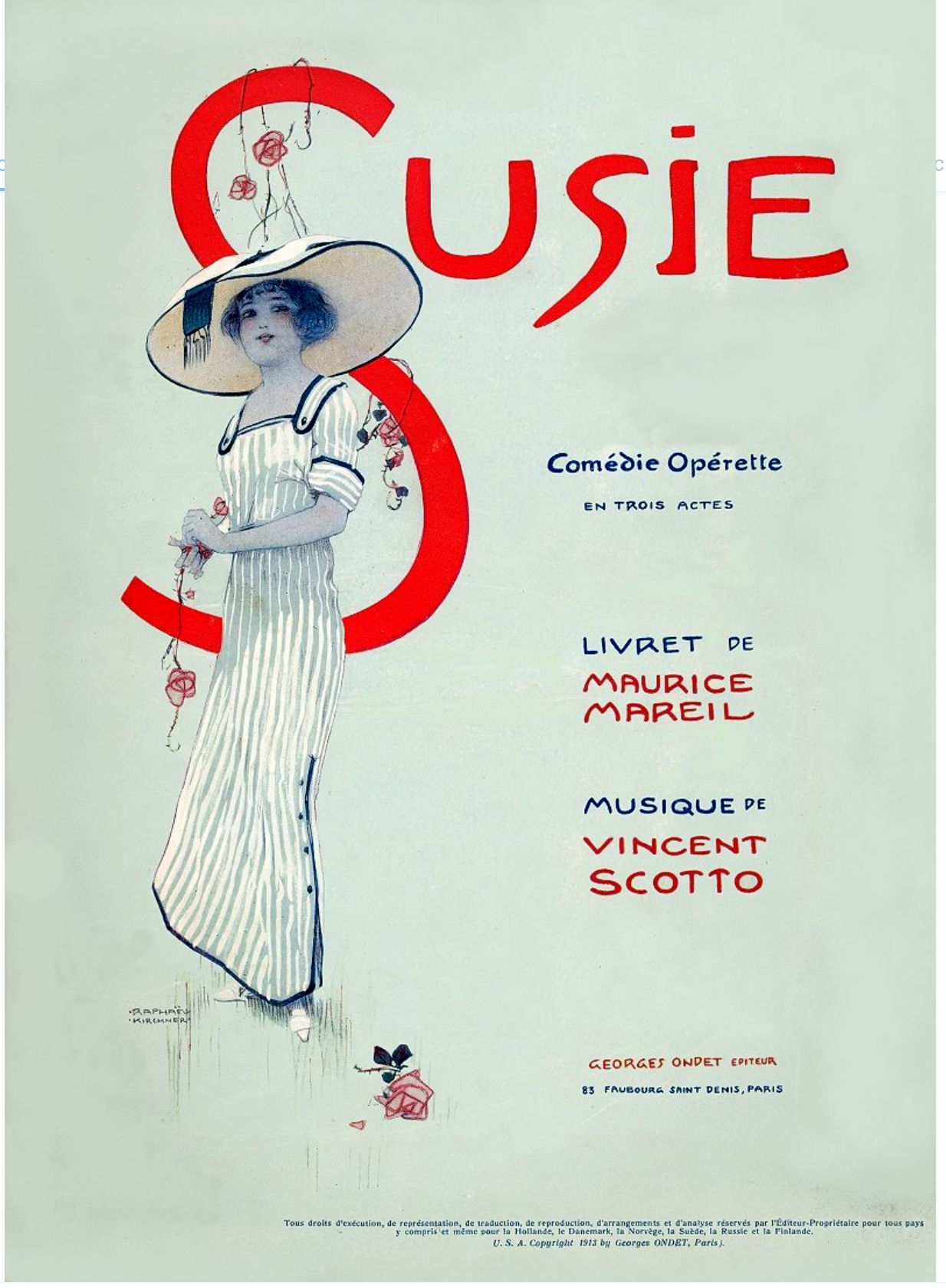
Affiche de la comédie opérette Susie de 1912 de Maurice Mareil avec la musique de Vincent Scotto.

- 1912 : Susie, opérette en 3 actes, de Maurice Mareil[7], Toulouse
- 1920 : L'Amour qui rôde, opérette en 3 actes de Carré et Acremant[8] ; Paris, Eldorado, le 2 mai
- 1922 : Pan-Pan, opérette en 3 actes, de Carré et Acremant ; Paris, Ba-Ta-Clan
- 1922 : Zozo, opérette, de Bertal-Maubon et Hérault ; Paris, Eldorado
- 1924 : La Princesse du Moulin Rouge, opérette-revue en 3 actes, d'Émile Codey et André Denis ; Paris, Excelsior-Concert, 1er février
- 1930 : L'as tu vue nue ? ou Denise garde ta chemise ou La Belle Mexicaine, de Pierre Chambard, création au Théâtre de l’Horloge le 21 novembre.
- 1932 : Au pays du soleil, opérette-revue d'Henri Alibert ; Paris, Moulin de la Chanson, 22 octobre
- 1933 : Trois de la Marine, opérette-revue en 16 tableaux, d'Henri Alibert et René Sarvil ; Paris, Théâtre de l'Ambigu, 19 décembre
- 1934 : Zou ! Le Midi bouge, opérette-revue, d'Alibert et Sarvil ; Paris, Alcazar, 8 novembre (spectacle repris l’année suivante au cinéma sous le titre : Arènes joyeuses)
- 1935 : Un de la Canebière, opérette, d'Alibert, René Sarvil et Raymond Vincy ; Lyon, Théâtre des Célestins, 1er octobre ; Paris, Variétés, 3 avril 1936
- 1936 : Les Gangsters du château d'If, opérette, d'Alibert et René Sarvil ; Lyon, Célestins, 10 novembre ; Paris, Théâtre des variétés, 19 janvier 1937
- 1938 : Le Roi des galéjeurs, opérette, d’Alibert et René Sarvil ; Lyon, Célestins, 16 avril ; Paris, Variétés, 16 septembre
- 1940 : C'est tout le Midi, revue de Raymond Vincy, Albert Bossy, Marc-Cab, Philippe Loriol, Henri Alibert, Vincent Telly et Henri Dorac, musiques de Scotto et Georges Sellers ; Marseille, Capitole, 6 décembre ; Paris, Théâtre des Variétés, 10 octobre 1941
- 1945 :  Les Gauchos de Marseille, opérette, de René Sarvil ; Lyon, Célestins, 18 mai ; Marseille, Odéon, 16 octobre 1946
- 1948 :  Violettes impériales, opérette à grand spectacle en 2 actes et 17 tableaux, de Paul Achard, René Jeanne et Henri Varna ; inspirée du film d'Henry Roussel de 1932 ; Paris, Théâtre Mogador, 31 janvier
- 1950 : La Danseuse aux étoiles, opérette, de Henri Varna et Guy des Cars ; inspirée du roman de ce dernier : La Demoiselle d'opéra ; Paris, Mogador, 18 février
- 1953 : Les Amants de Venise, opérette à grand spectacle, de Henri Varna, Marc-Cab et René Richard ; inspirée des romans de Michel Zévaco ; Paris, Mogador, 4 décembre

## Chansons
- Ah ! Si vous voulez d'l'amour chantée par Esther Lekain
- 1916 : Les Boches c'est comme des rats[9]
- 1935 : Canebière

## Filmographie

### Années 1930
- 1930 : Sous les toits de Paris
- 1931 : Dupont et cie
- 1932 : Promenade en Chine
- 1932 : Pomme d'amour
- 1932 : Restez dîner
- 1932 : Aux urnes, citoyens ! de Jean Hémard
- 1932 : Embrassez-moi de Léon Mathot
- 1932 : Fanny de Marc Allégret
- 1932 : Une histoire d'amour
- 1932 : Marie, légende hongroise de Paul Fejos
- 1932 : Restez dîner de Robert Péguy
- 1933 : Tire-au-flanc d'Henry Wulschleger
- 1933 : Clochard de Robert Péguy
- 1933 : Le Gendre de Monsieur Poirier
- 1933 : Bach millionnaire
- 1933 : Le Gendre de monsieur Poirier de Marcel Pagnol
- 1933 : L'Agonie des aigles
- 1934 : Au pays du soleil de Robert Péguy
- 1934 : Jofroi de Marcel Pagnol
- 1934 : Léopold le bien-aimé d'Arno-Charles Brun
- 1934 : Trois de la marine de Charles Barrois
- 1934 : Minuit, place Pigalle de Roger Richebé
- 1934 : Le Train de huit heures quarante-sept
- 1934 : Les Bleus de la marine de Maurice Cammage
- 1934 : Zouzou de Marc Allégret
- 1934 : Une nuit de folies de Maurice Cammage
- 1934 : Angèle de Marcel Pagnol
- 1934 : Famille nombreuse d'André Hugon
- 1935 : Justin de Marseille de Maurice Tourneur
- 1935 : Arènes joyeuses de Karl Anton
- 1935 : Son Excellence Antonin de Charles-Félix Tavano
- 1935 : Bonne chance ! de Sacha Guitry
- 1935 : Cigalon de Marcel Pagnol
- 1935 : Merlusse de Marcel Pagnol
- 1935 : Les Gaietés de la finance de Jack Forrester
- 1935 : Bonne chance !
- 1935 : La Rosière des halles
- 1935 : Bout de chou d'Henry Wulschleger
- 1935 : Un soir de bombe
- 1935 : Arènes joyeuses
- 1936 : Bach détective
- 1936 : Marinella
- 1936 : Coup de vent
- 1936 : Couturier de mon cœur de René Jayet et Raymond de Cesse
- 1936 : Au son des guitares
- 1936 : César de Marcel Pagnol
- 1936 : Aventure à Paris de Marc Allégret
- 1936 : Topaze de Marcel Pagnol
- 1936 : Blanchette de Pierre Caron
- 1937 : Josette de Christian-Jaque
- 1937 : Un coup de rouge
- 1937 : Si tu reviens
- 1937 : Romarin
- 1937 : Monsieur Bégonia
- 1937 : Sarati le terrible
- 1937 : Cinderella
- 1937 : Gigolette d'Yvan Noé
- 1937 : Naples au baiser de feu d'Augusto Genina
- 1937 : Trois Artilleurs au pensionnat de René Pujol
- 1937 : Pépé le Moko de Julien Duvivier
- 1937 : Mirages d'Alexandre Ryder
- 1937 : Le Fauteuil 47 de Fernand Rivers
- 1938 : Le Cantinier de la coloniale d'Henry Wulschleger
- 1938 : Casbah de John Cromwell
- 1938 : La Femme du boulanger de Marcel Pagnol
- 1938 : La Rue sans joie d'André Hugon
- 1938 : Le Ruisseau de Maurice Lehmann et Claude Autant-Lara
- 1938 : Titin des Martigues de René Pujol
- 1938 : Trois Artilleurs en vadrouille de René Pujol
- 1938 : Un de la Canebière de René Pujol (opérette du même nom filmée)
- 1938 : Une femme a menti, court métrage d'André Hugon
- 1938 : Deux de la réserve
- 1938 : Le Monsieur de cinq heures
- 1938 : Les Femmes collantes
- 1938 : Ça... c'est du sport
- 1938 : Prince de mon cœur
- 1939 : Une java
- 1939 : Les Gangsters du château d'If
- 1939 : Vous seule que j'aime

### Années 1940
- 1940 : Le Roi des galéjeurs
- 1940 : Bach en correctionnelle
- 1940 : La Fille du puisatier de Marcel Pagnol
- 1941 : Le Roman de Renard (version française)
- 1941 : Un chapeau de paille d'Italie
- 1941 : Saturnin de Marseille
- 1941 : L'Étrange Suzy
- 1941 : Madame Sans-Gêne
- 1941 : Le Briseur de chaînes de Jacques Daniel-Norman
- 1942 : Chambre 13 d'André Hugon
- 1942 : La Loi du printemps de Jacques Daniel-Norman
- 1942 : Romance à trois de Roger Richebé
- 1942 : La Femme perdue
- 1943 : Le Mistral
- 1943 : Domino de Roger Richebé
- 1943 : Mon amour est près de toi
- 1944 : L'aventure est au coin de la rue de Jacques Daniel-Norman
- 1945 : Les Cadets de l'océan de Jean Dréville
- 1945 : Naïs de Raymond Leboursier et Marcel Pagnol
- 1946 : Master Love de Robert Péguy
- 1946 : 120, rue de la Gare de Jacques Daniel-Norman
- 1946 : Faut ce qu'il faut de René Pujol
- 1946 : Au pays des cigales de Maurice Cam
- 1946 : Sérénade aux nuages
- 1946 : L'Affaire du Grand Hôtel d'André Hugon
- 1946 : Destins de Richard Pottier
- 1946 : Sérénade aux nuages d'André Cayatte
- 1946 : Pas si bête d'André Berthomieu
- 1946 : Le Cabaret du grand large
- 1947 : Le Charcutier de Machonville
- 1948 : Le Diamant de cent sous de Jacques Daniel-Norman
- 1948 : Femme sans passé
- 1948 : Si ça peut vous faire plaisir
- 1948 : La Belle Meunière de Max de Rieux et Marcel Pagnol
- 1948 : Colomba d'Émile Couzinet
- 1948 : Si ça peut vous faire plaisir de Jacques Daniel-Norman
- 1949 : Un trou dans le mur
- 1949 : L'échafaud peut attendre
- 1949 : Ma tante d'Honfleur
- 1949 : Le Bout de la route d'Émile Couzinet

### Années 1950
- 1950 : Au p'tit zouave de Gilles Grangier
- 1950 : Minne, l'ingénue libertine
- 1950 : Trois Marins dans un couvent
- 1951 : Le Don d'Adèle d'Émile Couzinet
- 1951 : L'Étrange Madame X de Jean Grémillon
- 1951 : Les Petites Cardinal de Gilles Grangier
- 1952 : Trois Vieilles Filles en folie d'Émile Couzinet
- 1952 : Buridan, héros de la tour de Nesle
- 1953 : Quand te tues-tu ? d'Émile Couzinet
- 1954 : Anatole chéri de Claude Heymann
- 1954 : Le Congrès des belles-mères d'Émile Couzinet
- 1956 : Trois de la Canebière de Maurice de Canonge

### Années 1960
- 1961 : Les Fortiches de Georges Combret

## Publication
- Souvenirs de Paris, Toulouse, éditions Stael, 1947 (BNF 35539605)

## Hommages
Il existe des rues Vincent-Scotto à Marseille, Paris, Toulouse, Nantes, Valras, La Rochelle, Le Tréport, Goussainville, Toulon, Tarbes, Chassieu, Baillargues, Quint-Fonsegrives, Vitrolles, Saint-Raphaël et à Illkirch-Graffenstaden ; une impasse Vincent-Scotto à Montpellier, une allée Vincent-Scotto à Tours et un chemin Vincent Scotto à Gareoult
Un collège marseillais (actuellement fermé) porte son nom.
La série télévisuelle Plus belle la vie (France 3) en fait l'éponyme du lycée auquel sont rattachés les habitants de son quartier fictif de Marseille. L'épisode du 10 juin 2022 évoque son parcours ainsi que le 70e anniversaire de sa mort. À cette occasion, une soirée hommage est organisée par les Mistraliens, diffusée en prime-time le 5 juillet 2022.